# Argostemma lobulatum
Argostemma lobulatum är en måreväxtart som beskrevs av William Grant Craib. Argostemma lobulatum ingår i släktet Argostemma och familjen måreväxter.

## Underarter
Arten delas in i följande underarter:
- A. l. lobulatum
- A. l. variabile